# Корколес
Корколес (исп. Río Córcoles) — река в Кастилии-Ла-Манче, Испания. Уклон реки — 2,17 м/км. Длина — 88 км, площадь бассейна — 662 км².
Истоки Корколеса расположены на территории муниципалитета Эль-Бонильо на высоте 1041 м. Река протекает по территории провинций Альбасете и Сьюдад-Реаль, после чего впадает в реку Санкара на высоте 850 м.
Среднегодовой расход воды — всего 0,3 м³/с, но тем не менее, в истории известно несколько разрушительных наводнений.
В нижнем течении на отрезке в 50 км построено 17 водяных мельниц.
Интересно, что всего в нескольких километрах находится исток реки Лесуса, относящейся к бассейну Хукара, впадающей в Средиземное море.